# Libéralité

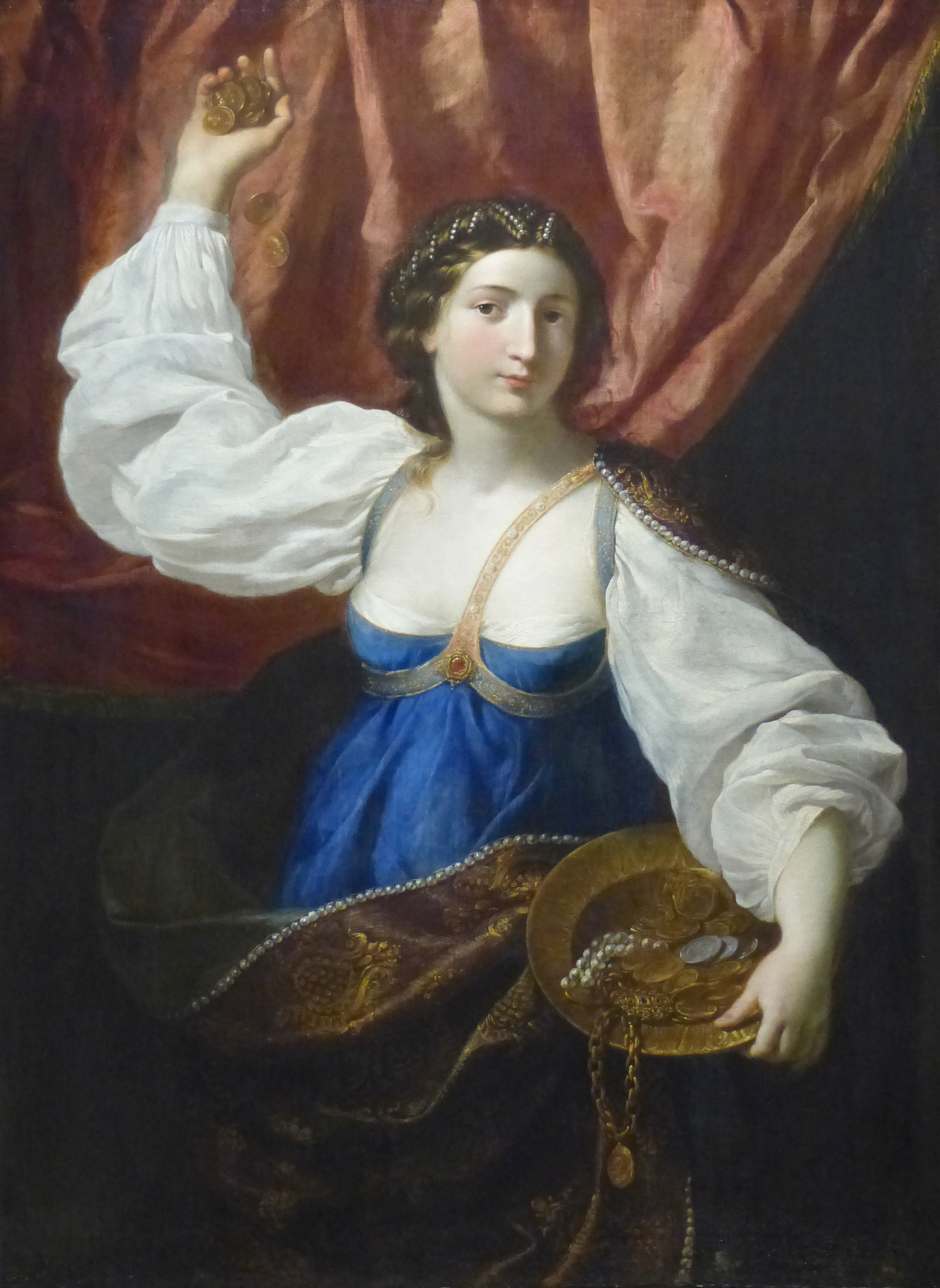
La Libéralité par Elisabetta Sirani, vers 1657.

Une libéralité est un acte conventionnel (donation, donation partage) ou unilatéral (testament) réalisé à titre gratuit.

## Contexte
En France, ainsi que dans d'autres pays à législation similaire elle est définie par le code civil.

## Définition
Une libéralité repose sur un élément matériel, ainsi qu'un élément intentionnel.

### Élément matériel
Appauvrissement du donateur et enrichissement du donataire.
La libéralité s'assortit d'une volonté libre, détachée de toute obligation voire coutume.
L'élément matériel peut être une somme d'argent, mais aussi tout bien meuble, immeuble, ou immatériel.

### Élément intentionnel
L'intention d'effectuer un don est un élément primordial d'une libéralité. Le don doit être libre (d'où la racine étymologique de « libéral »).

## Jurisprudence

### En France
Une donation reste valable même en cas de faute initiale. Par exemple, une donation à la suite d'un adultère (Cass. 1re chambre civile, 25 janvier 2005, n° 2005.026637).

## Sources et références